# تحذير (كتاب)
تحذير هو كتاب يعرض إدارة ترامب عام 2019، تم تأليفه من قبل شخص مجهول وصف نفسه بأنه مسؤول كبير في إدارة ترامب. إنها متابعة لمقال افتتاحي مجهول نشرته صحيفة نيويورك تايمز في سبتمبر 2018. ووصف كاتب المقال نفسه : «أنا جزء من المقاومة داخل إدارة ترامب» .وصف عملية صنع القرار التي اتخذها الرئيس دونالد ترامب بأنها غير مسؤولة. وقال إن العديد من الأعضاء الحاليين في الإدارة يقوضون عن عمد اقتراحاته وأوامره لصالح البلاد.

## روابط خارجية
- الموقع الرسمي